# Swanson's Travel
Swanson's Travel är en svensk researrangör med huvudkontor i Osby. I USA har företaget kontor i New York och personal i Florida, San Francisco och Chicago. Reseprogrammet innehåller rundresor, paketresor och individuella resor till USA, Kanada och Västindien. Resorna säljs dels direkt till kund och dels via ca 300 auktoriserade återförsäljare tillhörande Svenska Resebyråföreningen.

## Historia
Swanson's Travel startades 1978 i Osby av Tommy Swanson som fortfarande äger och driver företaget. Huvudkontoret, Fort Swanson, ligger i centrala Osby och är utformat som en gammal amerikansk västernstad. Fortet byggdes 1998 och är synligt för de som passerar Osby på Södra stambanan. 

## Utmärkelser
- Grand Travel Award. Sveriges bästa specialistresearrangör 2008, 2009, 2010, 2011, 2012, 2013, 2014, 2015, 2016, 2017, 2020.
- Chairman’s Circle Honors. En av USA:s 50 viktigaste partner i resebranschen 2013, 2014, 2015, 2016, 2017, 2018, 2019.